# Eleutherococcus leucorrhizus
Eleutherococcus leucorrhizus är en araliaväxtart som beskrevs av Daniel Oliver. Eleutherococcus leucorrhizus ingår i släktet Eleutherococcus och familjen Araliaceae.

## Underarter
Arten delas in i följande underarter:
- E. l. axillaritomentosus
- E. l. brevipedunculatus
- E. l. fulvescens
- E. l. leucorrhizus
- E. l. scaberulus

## Bildgalleri

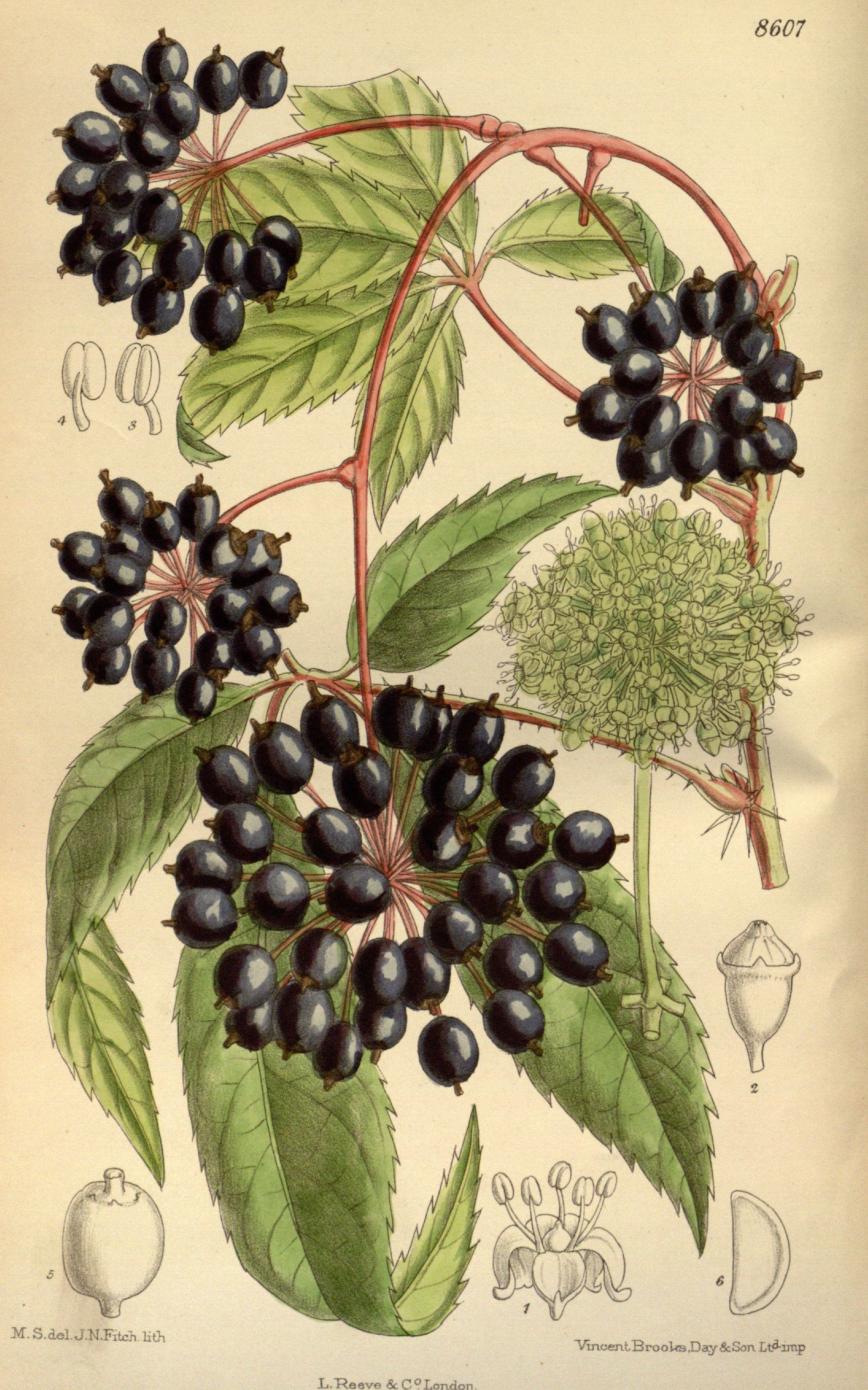